# Друга битва на Ені
Друга битва на Ені (фр. Seconde bataille de l'Aisne; 16 квітня — 9 травня та 24 — 26 жовтня 1917) — наступальна операція військ Антанти проти німецької армії, основна частина так званого наступу Нівеля на Західного фронту за часів Першої світової війни. Метою операції визначався скоординований одночасний наступ усіх союзних армій по фронту зіткнення з метою завдати німцям рішучої поразки.
За задумом наступу французьких армій визначалося захоплення виступу в районі узвишшя Шемі-де-Дамс (фр. Chemin des Dames) та подальший прорив у напрямку на Лан. Одночасно британські війська мали прорвати фронт оборони поблизу Аррасу та спільними діями з французами розгромити угруповання кайзерівської армії, що їм протистоїть, і розвинути подальший наступ на Бельгію й німецький кордон.
9 квітня 1917 року розпочав наступ Британський експедиційний корпус, 16 числа французька Група резервних армій атакувала позиції німців на узвишші Шемі-де-Дамс, а наступного дня до операції підключилася 4-та армія Центральної групи армій, розпочавши битву за пагорби.
По всьому фронту наступу французьких військ німецькі підрозділи чинили затятий опір, майстерно користуючись системою старовинних кар'єрів, щілин, тунелів та ям і ухиляючись від уражаючої дії французької артилерії. На багатьох ділянках французьке просування було відбито ціною колосальних втрат, тільки місцями французи спромоглися вклинитися вглиб німецької оборони, досягши в такій спосіб тактичного успіху. Однак, стратегічна мета операції не була досягнута, що негайно відобразилося на моральному стані французької армії, у багатьох дивізіях спалахнули заколоти, солдати відмовлялися виконувати накази своїх командирів. Протести були жорстоко придушених урядом, а 15 травня Р.Нівель був знятий з посади головнокомандувача, на його заміну був визначений генерал Ф. Петен.
19 травня 1917 року Петен видав директиву № 1, яка обмежувала наступальні дії, та перенацілювала французькі армії на виконання інших завдань на інших напрямках.

## Передумови
Головнокомандувач французької армії дивізійний генерал Р.Нівель вважав, що в боях під Верденом та на Соммі німецька армія зазнала серйозних втрат, значно втратила свій бойовий потенціал і якщо союзні війська консолідованим ударом зможуть прорвати її оборонні рубежі, досягнути успіху й в цілому у війні можливо за 2-3 доби. Він розраховував, що потужний удар в одному вузькому місті призведе до повного краху системи оборони противника й гарантовано принесе успіх союзникам. Для відволікання противника від справжнього напрямку зосередження основних зусиль генерал Р.Нівель спланував проведення масштабного наступу британських 1-ї та 3-ї армії на арраському напрямку.
Французький військовий міністр Ю.Ліоте та начальник генерального штабу Ф. Петен навпаки думали, що такий варіант дій на той період занадто дочасним і таким, що не може дати гарантованого успіху замисленого. У свою чергу головнокомандувач Британських експедиційних сил фельдмаршал Д.Гейґ у цілому поділяв плани Нівеля стосовно проведення генеральної битви зі стратегічними цілями, однак вважав, якщо задум французького головнокомандувача не буде реалізований на першому етапі здійснити маневр силами та завдати потужного удару британським військам північніше — у Фландрії. Більш того, британський прем'єр-міністр Д.Ллойд Джордж був цілковито захоплений ідеями Нівеля й підтримував його плани, тим більш, що французький головнокомандувач оголосив про те, що в разі провалу замислу операції піде у відставку. У вищих ешелонах влади Франції спори стосовно планів Нівеля зайшли так далеко, що через протистояння військового міністра Ю.Ліоте, який категорично не погоджувався зі стратегією Р.Нівеля й подав у відставку, кабінет прем'єр-міністр країни А.Бріан був розпущений. 20 березня новий кабінет міністрів Франції на чолі з А.Рібо перейняв на себе усію владу.
Для реалізації своїх планів на ділянці від Реймса до Руа Р.Нівель зосередив 1,2 млн солдатів та 7 000 гармат, концентруючи свої зусилля на німецьких позиціях поздовж річки Ена. Однак, ще на стадії планування операції майбутній район проведення битви зазнав надзвичайно великих змін, які йшли всупереч французьким планам. Затверджений у грудні 1916 року план наступальної операції неодноразово переносився, й найгірше того, німецька розвідка здобула замисел противника й вжила відповідних заходів, готуючись до оборони.
По-перше, з 9 лютого до 16 березня німецьке командування провело організоване відведення своїх військ за планом операції «Алберих» на багаторядні рубежі новітньої оборонної лінії Гінденбурга. За рахунок цього вони відступили на декілька десятків кілометрів, «зрізавши» в такій спосіб два загрозливих виступи вглиб оборони французької армії, потенційних «котли» у разі їхнього наступу. Також німцям вдалося визволити 13-14 дивізій, які перекинули на підготовлені в інженерному відношенні фортифікаційні позиції вздовж річки Ена. Таким чином чисельність німецьких військ зросла до 38 дивізій проти 53 французьких, котрі готувались наступати. Однак і французам за рахунок зміни конфігурації фронту пощастило скоротити війська на передовій і відвести до стратегічного резерву 11 піхотних, 2 кавалерійські дивізії й 50 важких гармат.

## Битва

### 16 квітня
О 06:00 16 квітня 1917 року 5-та французька армія дивізійного генерала О.Мазеля в умовах поганої видимості та серпанку розпочала наступ проти військ німецької 1-ї армії генерала від інфантерії Ф. фон Белова. Перші ж атаки французів були зустрінуті щільним кулеметним вогнем німецьких військ, спричинивши великі втрати у французької піхоти. Артилерійський вогонь був менш результативним. 1-ша піхотна бригада Російського експедиційного корпусу опанувала перший населений пункт Курсі, але скоро наразилась на перешкоду — канал між Еною та Марною — і зупинила подальше просування, перейшовши до оборони. Трохи північніше французька піхота подолала канал поблизу Бермерикур та опанувала містечко. Однак, проведена німцями контратака вибила їх із захоплених рубежів та змусила відступити у вихідне положення. 42-га та 69-та французькі дивізії, що наступали по північному берегу Ени були більш вдалими та прорвали оборону противника й вклинились на глибину другої позиції німців поблизу Беррі-о-Бак.
Через затримку танкові підрозділи, що мусили підтримати атаку, прибули значно пізніше, і через великі втрати в особовому складі й виснаженість у ході бою, французька піхота вже не змогла ефективно діяти у взаємодії з танками «Шнейдер» CA1 і «Сен-Шамон». У результаті погано скоординованої атаки, незабаром половина французьких танків була вибита з бою німецькими протитанковими засобами й зупинилась. Однак, французькі танкісти, діючи як нерухомі вогневі точки, надали велику допомогу у відбитті німецької контратаки та підтримали просування піших піхотинців вперед.
Тим часом, німецькі війська, відбивши Бермерикур, влаштували потужну контратаку, та маневруючи артилерійськими підрозділами, завдали удару у фланг французьким частинам, що спробували закріпитися на захоплених рубежах північніше Ени. 37-ма французька дивізія під ударами ворога відступила до вихідного положення й німцям вдалося відновити положення по рубежах між Луавром та Жувенкуром.

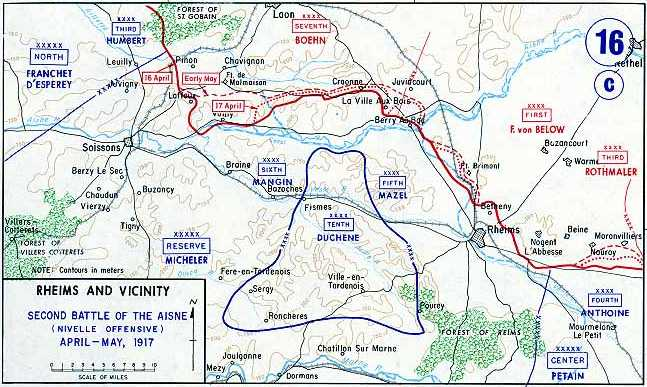
Карта боїв на Ені. Квітень 1917

Південніше Жувенкура лівофлангова дивізія XXXII французького корпусу та правофлангова дивізія V корпусу, прорвавши оборону кайзерівських військ, поринули вперед, але спроба ввести в бій танкові формування майже відразу закінчилась катастрофою. Німецькі спостерігачі зі своїх пунктів, розташованих на східній околиці узвишшя Шемі-де-Дамс поблизу Краонн, своєчасно помітили висування та перехід в атаку французьких танків і скоригували вогонь артилерії. Від протитанкового вогню німців відразу були знищені чи пошкоджені 23 танки, ще до виходу на рубіж переходу в атаку. З решти тільки декілька одиниць досягли німецьких опорних пунктів і вступили в бій. До вечора 16 квітня лише 10 танків лишалося в строю. Підрозділи I корпусу, котрий наступав прямо на Шемі-де-Дамс, не здобули значних результатів та до сутінок вони прорвалися тільки на глибину 180—270 метрів від вихідного положення й зупинилися. Усі французькі дивізії зазнали величезних втрат і до кінця дня лише деякі з них були в змозі продовжити наступ.
Атака правого флангу 6-ї армії дивізійного генерала Ш.Манжена проводилась на фронті між Ульшем та Супіром і завершилась з меншим успіхом, ніж здобули формування 5-ї армії. II Колоніальний корпус за 30 хвилин просунувся вперед лише на 800 метрів і був зупинений щільним вогнем противника. XX корпус, наступаючи між Вандресс-Бон та каналом Ена-Марна, здобув більших успіхів, його 153-тя піхотна дивізія прорвалася далі решти військ та, подолавши близько 2 км позицій, зачепилася за оборонні німецькі рубежі на схилах Шемі-де-Дамс південніше Пансі-Курткон. VI армійський корпус зміг подолати незначні дистанції західніше каналу Ена-Марна, але його лівофлангові підрозділи взагалі не змогли прорватися вглиб німецьких позицій. Частини I Колоніального корпусу буквально вгризлися в німецькі опорні пункти поруч з Лаффо, але зав'язли в системі оборонних рубежів, відсічних позицій та не змогли виконати поставлене завдання. Місто Лаффо спочатку було захоплене, але німецькі резерви провели низку контратак, й у затятих сутичках воно переходило з рук в руки протягом дня, доки 19 квітня його остаточно не захопила французька армія. Найпівнічніший фланг 6-ї армії вів бої на сході від Воксайона й навіть здобув певного успіху, і за підтримки британської важкої артилерії захопив низку гірських пасом, але швидко організована та проведена контратака німецьких військ змусила їх відступити зі значними втратами.
У полон було захоплено приблизно 3500 німецьких солдатів. Але, за добу боїв жодна з тактичних завдань, визначених 6-й армії, не була виконана, за винятком прориву в одному вузькому місці до рубежу другої позиції противника.

### 17 квітня
Наступного дня, 17 квітня, Р.Нівель віддав наказ 5-ій армії продовжити наступ на північно-східному напрямку, розраховуючи на те, що німці зосереджують сили перед фронтом 6-ї армії, та в такій спосіб ударити їм у фланг і розвинути успіх. Однак, стан справ у 5-ій армії був не на належному рівні, багато частин були не в змозі продовжувати активні наступальні дії.
Разом з цим, 6-та армія продовжувала атаки протягом ночі й змусила відступити кайзерівські війська з району Бре-Конде-Лаффо та відступити на фортифікаційний рубіж «Зігфрид» лінії Гінденбурга, який простягався від млина під Лаффо до пагорбів узвишшя Шемі-де-Дамс і далі до позицій біля Пансі-Курткон. Французькій піхоті вдалося вибити противника доволі швидко на відстань до 6,5 км від вихідного рубежу, німці відступали у безладі, кинувши напризволяще купу боєприпасів, військового майна і артилерійських систем.

### Наступ 4-ї армії
О 04:45 17 квітня під холодним дощем упереміж зі снігом 4-та французька армія дивізійного генерала Ф.Антоя розпочала наступ у Шампані на лівому фланзі Центральної групи армій, завдаючи допоміжний удар з району Оберив у загальному напрямку на Ретель. У смузі 11 км проти оборонних позицій 3-ї німецької армії генерал-полковника К.фон Ейнема одночасно наступали три армійські корпуси: VIII корпус, XVII корпус і XII корпус. Протягом декількох днів наступ тривав з перемінним успіхом, деякі із завдань армією були виконані. Але загалом французькі війська змогли просунутись максимум на 2,5 км на гірському плато та опанувати декілька висот. Загроза з цього напрямку змусила німців кидати в бій усі наявні сили через відсутність достатньої кількості резервів, і ціною самовбивчих контратак їм вдалося утримати головні оборонні рубежі.

### Введення 10-ї армії
21 квітня за наказом генерала Р.Нівеля у битву вступив стратегічний резерв — 10-та армія. Передові частини розпочали штурм на стику 5-ї та 6-ї французьких армій. IX і XVIII армійські корпуси наступали на фронті між Краонном та Юретбюз, водночас бої локального значення продовжували вести війська 4-ї й 5-ї армій, відволікаючи частку німецьких сил на себе.
4-5 травня в боях за Бримон французькі війська здобули найбільшу перемогу у битві, опанувавши місто, але за наказом командування відійшли з нього. 10-та армія взяла плато Каліфорні на узвишші Шемі-де-Дамс, 6-та армія захопила ділянку оборонної лінії «Зігфрид» завдовжки 4 км і змогла закріпитися на рубежах поблизу Лаффо. Долаючи запеклий спротив німецьких військ французька армія поступово вгризалася в оборонні позиції противника й до 10 травня в боях захопила 28 500 військовополонених і 187 гармат.

## Наслідки
Події, які прийнято звати Другою битвою на Ені, як основної складової частини наступу французького генерала Р.Нівеля, не мають чітко визначених часових показників. Початком вважають 16 квітня, коли в наступ перейшли головні сили 5-ї французької армії. Дані за завершення різняться до цього часу. Загалом прийнято вважати це серединою травня, хоча місцеві бої продовжувались і значно пізніше.
Операція, яка замислювалась, як стратегічна наступальна операція головних сил французьких військ на Західному фронті, мала завдати нищівної поразки кайзерівської армії, але вже 20 квітня стало ясно, що стратегічний задум операції не можливо виконати, й до 25 квітня бої по всій лінії зіткнення поступово припинилися. Вирішальна битва проти німецької армії по-суті провалилася.
На 10 травня 1917 року французька армія зазнала втратами 20 % від загальної чисельності своїх сил, що розпочинали наступ; деякі з дивізій втратили до 60 % особового складу й були знекровлені. 3 травня у 2-ій піхотній дивізії солдати відмовилися виконувати наказ на наступ, спалахнув заколот, який незабаром охопив майже усі французькі частини на передовій та в тилу. 9 травня Р.Нівель змушений був офіційно припинити наступ, знятий з посади головнокомандувача та відправлений воювати у Північну Африку. На його заміну був визначений більш обережний та розсудливий французький генерал Ф. Петен, який 19 травня 1917 року видав директиву № 1, яка обмежувала наступальні дії, та перенацілювала французькі армії на виконання інших завдань на інших напрямках.
За перші декілька днів боїв ударне угруповання французьких військ зазнало втратами 117 000 осіб, у тому числі 32 000 загиблими. Дані за німецькі втрати різняться. У 1962 році військові дослідники опублікували дані, що при втраті 187 000 військових у битві на Ені, німецька армія зазнала втрату 163 000 солдатів і офіцерів.